# Karl Hennemann
Rudolf Karl Hennemann (* 24. August 1884 in Waren (Müritz); † 20. März 1972 in Schwerin) war ein deutscher Maler, Grafiker und Holzschneider.

## Leben
Karl Hennemann wurde 1884 in Waren (Müritz) geboren als zweites von sechs Kindern des Tiefbauingenieurs Karl Hennemann (* 1851) und dessen Frau Maria Elisabeth, geb. Kohfahl (* 1858). Anfang 1890 zog die Familie auf Grund der beruflichen Tätigkeit des Vaters nach Güstrow und 1898 nach Schwerin, wo der Vater nun als Ingenieur und Geheimer Baurat bei der Landesregierung arbeitete. Hennemann besuchte in Schwerin das Gymnasium an der Domschule. Das Elternhaus unterstützte schon frühzeitig seinen Wunsch, Maler zu werden.
Seine Ausbildung begann 1901 mit dem Studium an der Kunstgewerbeschule Hamburg; nach einem Semester ging er noch 1901 an die Kunstschule Berlin. Anschließend studierte er 1903–1905 an der Hochschule für Bildende Künste Berlin-Charlottenburg und 1905–1907 an der Akademie der Bildenden Künste München bei Karl Raupp. In den Jahren 1908/09 folgte weiterer Unterricht beim Landschaftsmaler Hans Licht in Berlin und 1910–1916 die Fortsetzung der Studien bei Friedrich Kallmorgen in Charlottenburg.
Hennemann heiratete 1912 die Malerin Helene Bartsch und war ab diesem Jahr in Charlottenburg freiberuflich tätig. Beide waren mit Hans Kollwitz und Ottilie Ehlers-Kollwitz befreundet. Das Ehepaar hatte eine Tochter und einen Sohn.
Mehrere Reisen führten Hennemann in die verschiedenen Regionen Deutschlands, nach Skandinavien, in die Schweiz und nach Italien. Die Eindrücke aus der Welt der norwegischen Fjorde wie auch die Alpen wurden von ihm in mehreren Gemälden verewigt. 1918 wurde er Mitglied der Berliner Künstlervereinigung und ab 1920 auch der Freien Vereinigung der Grafiker in Berlin. Ab 1920 beschäftigte er sich zunehmend als Autodidakt auch mit dem Holzschnitt, wobei anfangs wirtschaftliche Gründe ausschlaggebend waren. Mit geringerem Materialaufwand waren hier bessere Verkaufsaussichten zu erwarten. Dieser Kunstart blieb er bis ins hohe Alter verbunden. Insbesondere in den 1930er und 1940er Jahren verbrachte Hennemann mit seiner Frau viel Zeit in und um Ahrenshoop.
In der Zeit des Nationalsozialismus war Hennemann Mitglied der Reichskammer der bildenden Künste. Für diesen Zeitraum ist seine Teilnahme an 51 Ausstellungen sicher belegt.
Im September 1943 wurde sein Atelier in der Charlottenburger Schloßstraße 64 bei einem Bombenangriff zerstört, wobei ein Großteil seiner Arbeiten verbrannte. Hennemann übersiedelte mit seiner Frau nach der Ausbombung nach Schwerin und bewohnte mit seinem Bruder Hans (* 1890) und dessen Frau Marie Luise, geb. Bartsch (* 1886), – einer Schwester von Karl Hennemanns Frau – gemeinsam ein Haus in der Schelfstadt. 1944 wurde er für sein Schaffen mit dem John-Brinckman-Preis geehrt. In Schwerin hatte er freundschaftlichen Kontakt zu den Schriftstellern Hermann Glander, Rudolf Schaller und Edmund Schroeder sowie zu den bildenden Künstlern Rudolf Gahlbeck, Erich Venzmer und Vera Kopetz. Hennemann war Mitglied im Verband Bildender Künstler der DDR. Als mit zunehmendem Alter das Arbeiten mit dem Stichel schwieriger wurde, begann er noch ein neues Kapitel: das Aquarell.
Karl Hennemann verstarb im März 1972 in seinem 88. Lebensjahr und wurde auf dem Schweriner Alten Friedhof begraben.

## Werk
„[…] Seine von innerem Leben durchdrungenen Landschaften mit blühenden Bäumen, weiten Feldern und knorrigen Eichen sind in ihrer liebenswerten Feinteiligkeit, ohne dabei naturalistisch zu sein, mit großer künstlerischer Meisterschaft erfaßt. Das trifft besonders für das grafische Werk zu. Aber auch in der Malerei leistete er Bleibendes. Seine Bilder strahlen stimmungsvolle Zurückgezogenheit aus. Sie sind anspruchslos im Sujet und ausdrucksstark in ihrer künstlerischen Umsetzung.“

## Werke (Auswahl)
- Dorfeingang Feldberg (1908); Landarbeiterkaten bei Stargard (1909); Alte Eichen (1939); Sommerliche Felder (1944); Dorfstraße (1947); Winter (1952); Waldweg im Schelfwerder (1953); Schwerin vom Ziegelsee (1957); Schweriner See (1962);
- Grafik-Zyklen: Erdleben (1925); Der Kreis (1928)
- Amrun, sechs Bilder auf Holz gezeichnet von Otto Heinrich Engel, geschnitten von Karl Hennemann
- Vom Grund bis zu den Gipfeln (1929, sechs Holzschnitte nach Joseph von Eichendorffs Gedichten)
- Wandlungen der Erde (1930) und Heilige Erde (1935–1937)
- Stille Welt, 12 Holzstiche (1949)[12]
- Dünen von Prerow (um 1930)
- Illustrationen zu:
  - Gustel Langenstein: Aus der Mauerstraße an die Warnow (1950)
  - Edmund Schroeder: Schwerin. Skizzen aus einer alten Stadt (1954)
  - Edmund Schroeder: Mein Mecklenburger Land: Bild einer deutschen Landschaft (1957), (alle Petermänken-Verlag, Schwerin)
- Aufsatz: Zeichnen: genügend. Und doch Maler geworden! In: Uns’ oll Schaul – Mitteilungen der Altschülerschaft, Gymnasium Schwerin. (1938)
- Aufsatz: Malerreise nach Mecklenburg In: Niederdeutsche Monatshefte (1939)

Sein Nachlass, das gesamte grafische Werk sowie 70 Gemälde befinden sich heute im Staatlichen Museum Schwerin.

## Ausstellungen (unvollständig)
- zwischen 1909 und 1927 mehrfach auf der Großen Berliner Kunstausstellung vertreten.
- zwischen 1920 und 1925 regelmäßig im Münchener Glaspalast mit Holzschnitten vertreten.
- 1935/36 zusammen mit Käthe Kollwitz im Art Institute of Chicago, Illinois, (USA) [International Exhibition of Lithography and Wood Engraving (5th: 1935)]
- 1937/38 ebenda: 6. Internationale Holzschnitt-Ausstellung[13]
- 1937–1944 Große Deutsche Kunstausstellung in München: Heilige Erde – Winterstarre (1937); Reife Ähren (1938); Jahreszeiten, Schwerin in Mecklenburg, Alte Eichen (1939); Der Anbruch, Sturmkiefern, Holunder (1941); Wiesenblumen, Im Frühjahr (1942); Im Gewittersturm (1943); Sommerliche Felder, Die Eiche, Sonnenblumen (1944); (jeweils Holzschnitte)[14]
- 1945 Schwerin, Landesmuseum („Jahresschau 1945 der Kunstschaffenden aus Mecklenburg-Vorpommern“)[15]
- 1953 Dritte Deutsche Kunstausstellung im Dresdener Albertinum
- 1975 Schwerin („Farbgrafik in der DDR“)

Alle weiteren Ausstellungen im Staatlichen Museum Schwerin
- 1955 Karl Hennemann: Gemälde, Studien, Holzschnitte aus den Jahren 1908–1954.
- 1964 Einzelausstellung Gemälde, Aquarelle, Grafik
- 1969 zum 85. Geburtstag
- 1976 100 Jahre Mecklenburgische Malerei, mit drei Bildern vertreten: Dorf im Winter, Alter Gang in Lübeck (1916), Blick vom Ziegelsee auf den Karlsberg
- 1984/85 Malerei und Grafik / Karl Hennemann. Ausstellung anlässlich seines 100. Geburtstages